# جان سيرف
جان سيرف (بالفرنسية: Jean Cerf)‏ هو رياضياتي فرنسي، ولد في 1928.